# Witold Domański

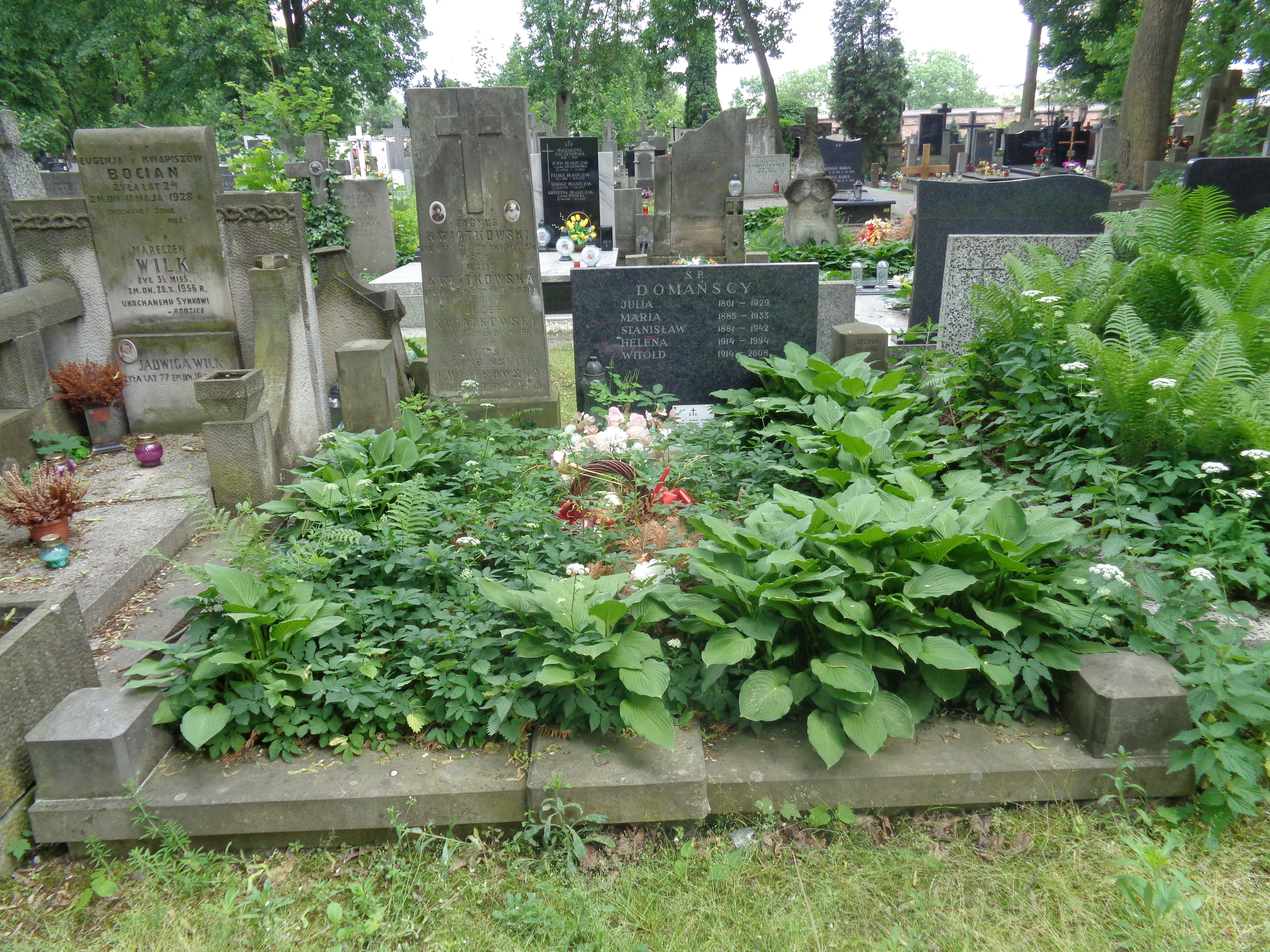
Grób Witolda Domańskiego na cmentarzu bródnowskim

Witold Stanisław Domański (ur. 13 października 1914 w Warszawie, zm. 25 lutego 2008 tamże) – dziennikarz sportowy, uczestnik kampanii wrześniowej, więzień oflagu, wieloletni pracownik „Przeglądu Sportowego”, laureat nagrody Złotego Pióra Klubu Dziennikarzy Sportowych (1962).

## Życiorys
Domański pisał o sporcie, szczególnie jeździectwie i hokeju na lodzie, działał również w Polskim Komitecie Olimpijskim i Polskim Związku Jeździeckim, był członkiem Komisji Jurorów Międzynarodowej Federacji Hokeja na Lodzie (IIHF).
Sportową pasję zaszczepił synowi Witoldowi Domańskiemu juniorowi, przez lata także dziennikarzowi „Przeglądu Sportowego”, a później szefowi polskiego Eurosportu.
Domański uczestniczył w bitwie nad Bzurą podczas drugiej wojny światowej, po której został odznaczony Krzyżem Srebrnym Orderu Virtuti Militari.
Został pochowany na cmentarzu Bródnowskim w Warszawie (kwatera 6E-6-3).

## Wydawnictwa
Był autorem książek o tematyce sportowej – Śladem kauczukowego krążka i wspomnień z okresu przedwojennej służby wojskowej – Z koroną i bez.
Był również encyklopedystą. Zasiadał w komitecie redakcyjnym Małej encyklopedii sportu wydanej przez wydawnictwo Sport i Turystyka w Warszawie w latach 1984-1987 .